# Khurram Murad
Khurram Murad (* 1932 in Bhopal, Britisch-Indien; † 19. Dezember 1996 in Leicester, England, Vereinigtes Königreich) war ein pakistanischer Schriftsteller und Vordenker des Islam, insbesondere zur Frage der Daʿwa (islamische Missionierung) in nichtmuslimischen Ländern.

## Biografie
Murad war ein Schüler und Anhänger der Ideen des islamischen Aktivisten Sayyid Abul Ala Maududi. Nach der Teilung Indiens emigrierte er im Jahr 1948 in das muslimische Pakistan, um sich der islamischen Bewegung Maududis und seiner Partei Jamaat-e-Islami anzuschließen. Unmittelbar nach seiner Ankunft in Pakistan wurde er nach zwei Monaten zum Leiter der Jugendorganisation der Partei, Jamiat Tulaba, ernannt. 1957 reiste Murad in die Vereinigten Staaten, um an der University of Minnesota sein Ingenieursstudium abzuschließen. Nach seiner Rückkehr nach Pakistan 1959 wurde er ein aktives Mitglied des Jama'at East Pakistan Consultative Comitee. 1971 legte er seinen Posten als Präsident der Dhaka Jama'at nieder, um sich nun voll der Daʿwa-Arbeit zu widmen.
Von 1978 bis 1986 arbeitete Murad als Direktor der Islamic Foundation im englischen Leicester, einer Organisation, die sich die Verbreitung zeitgenössischer islamischer Ideen und Da'wa speziell in Europa in ihren Publikationen zum Ziel gemacht hat. 1986 musste er aufgrund gesundheitlicher Probleme nach Pakistan zurückkehren. Khurram Murad verstarb am 19. Dezember 1996 in Leicester.

## Werk und Ideologie
Khurram Murad kann als ein Nachfolger Maududis angesehen werden, der durch seinen Aufenthalt im Westen in der Lage war, die Ideen Maududis für ein westliches Publikum und bezogen auf heutige Probleme der Muslime im Westen, in einem nichtmuslimischen Umfeld, umzusetzen. Seine Publikationen sind sowohl mit der Entwicklung einer Strategie für eine islamische Bewegung im Westen (K. Murad: Islamic Movement in the West: Reflections on Some Issues. Islamic Foundation, Leicester 1981), mit dem Thema von Da'wa an Nichtmuslime (K. Murad: Da'wa among non-Muslims in the West: Some Conceptual and Methodological Aspects. Islamic Foundation, Leicester 1986) und mit der Frage wie eine adäquate Erziehungsstrategie für muslimische Jugendliche im säkularen Westen auszusehen hat, die das von ihm propagierte Ziel einer islamischen Bewegung unterstützt, verbunden (K. Murad: Muslim Youth in the West. Islamic Foundation, Leicester 1986).
Nach Meinung Murads ist die islamische Bewegung ein organisierter Kampf um die existierende Gesellschaft zu ändern und in eine islamische Gesellschaft umzuwandeln, eine Gesellschaft, die auf dem Koran und den Sunna basiert. Somit zielt er auf die Einführung eines islamischen Systems, basierend auf der Scharia, in allen Lebensbereichen, besonders im sozio-politischen Bereich.
In diesem Ziel entspricht er anderen islamischen Revivalisten, beispielsweise Hassan al-Banna, Sayyid Qutb oder Maududi, Murad ist jedoch der Erste, der sich der speziellen Problematik eines weltweiten islamischen Bewegung in einem nichtmuslimischen, westlich geprägten Umfeld annimmt. Für ihn besteht die einzige Rechtfertigung für Muslims im Westen permanent zu residieren darin, Da'i (Da'wa-Missionar) zu werden. Hier unterscheidet er sich grundlegend von neueren Schriften, beispielsweise denen Tariq Ramadans, die durch eine Redefinition des Konzeptes von dar-al-Islam und dar-al-harb und die Definition von Europa als dar-al-shahada (ein Land, in dem Muslime ihre Religion ungestört leben können, auch wenn sie nicht politische Macht haben) ein Leben im Westen auch für gläubige Muslims möglich machen.
Murad erkennt in seinen Analysen, dass sein Ziel, eine islamische Gesellschaft, kurzfristig nicht erreichbar ist, und vertritt die Meinung, dass eine Umwandlung der westlichen Gesellschaft in eine islamische Gesellschaft nur von den Einheimischen zu erreichen ist. Kurzfristig sieht er es daher als wichtiger an, Muslime im Westen zum Islam zurückzuführen und unter Nichtmuslimen an der Kreation einer „Islamischen Umgebung“ zu arbeiten, d. h. den Islam allen Menschen zu präsentieren. Hierbei zielt er jedoch nicht in erster Linie darauf ab zu konvertieren, sondern vertritt vielmehr das Ziel, dass der Westen islamische Werte anerkennen soll und somit ein positiver Grund für die weitere Ausbreitung des Islams geschaffen wird und Hindernisse für zukünftige Konversionen aus dem Weg geräumt werden.
Murad weist im Gegensatz zu Sayyid Qutb, Yusuf al-Qaradawi oder Osama bin Laden ausdrücklich das Konzept des bewaffneten Kampfes (militärischer Dschihad) zurück und befürwortet eine grassroots-Bewegung der Massen, eine soziale Revolution von unten statt eine militärische Revolution von oben. Obwohl Murad es stets zurückweist auf Konversionen von Nichtmuslimen zu zielen, gibt er doch in seinen Büchern konkrete Tipps, wie letzteren der Islam nahegebracht werden kann und ruft auf „Menschen zum Islam einzuladen“.
Seine Ideen entsprechen anderen Autoren mit Publikationen zum Thema „Da'wa unter Nichtmuslimen im Westen“, wie z. B. S. I. Rüschoff (S.I. Rüschoff: Da'wa unter Nichtmuslimen. IZM, München 1982) und Tariq Ramadan (T. Ramadan: Da'wa in the West) in seinen Forderungen die Gemeinsamkeiten zu betonen anstatt die Unterschiede zwischen Islam und westlichen oder christlichen Werten herauszuarbeiten und in der Betonung, dass in der Diskussion mit Nichtmuslimen hervorgehoben werden solle, dass der Islam keine neue Religion, sondern die ursprüngliche Religion aller Menschen sei, dass die Einladung zum Islam also eine Einladung zur Rückkehr zu den eigenen Wurzeln sei.
Murad nennt dieses einen Aufruf, nicht zu konvertieren, sondern zu revertieren, während Ramadan es anstatt „Ruf“ einen „Rückruf“ nennt. Beide Autoren betonen auch die Wichtigkeit selbst ein Beispiel abzugeben von den Idealen, die ein Da'i verbreiten will. Gemeinsamkeiten finden sich bei diesen beiden Autoren auch in ihrem Konzept von Kufr, normalerweise mit „Ungläubiger“ übersetzt. Beide heben hervor, dass ein Mensch, der nie den Islam in der richtigen Weise präsentiert bekommen habe, kein Kufr sei, also europäische Nichtmuslims nicht als Kufr bezeichnet werden können. Diese Bezeichnung treffe nur auf eine Person zu, die den Islam in einer umfassenden Weise präsentiert bekommen hätte und dann ablehne.